# Liste der Stolpersteine in Magdeburg

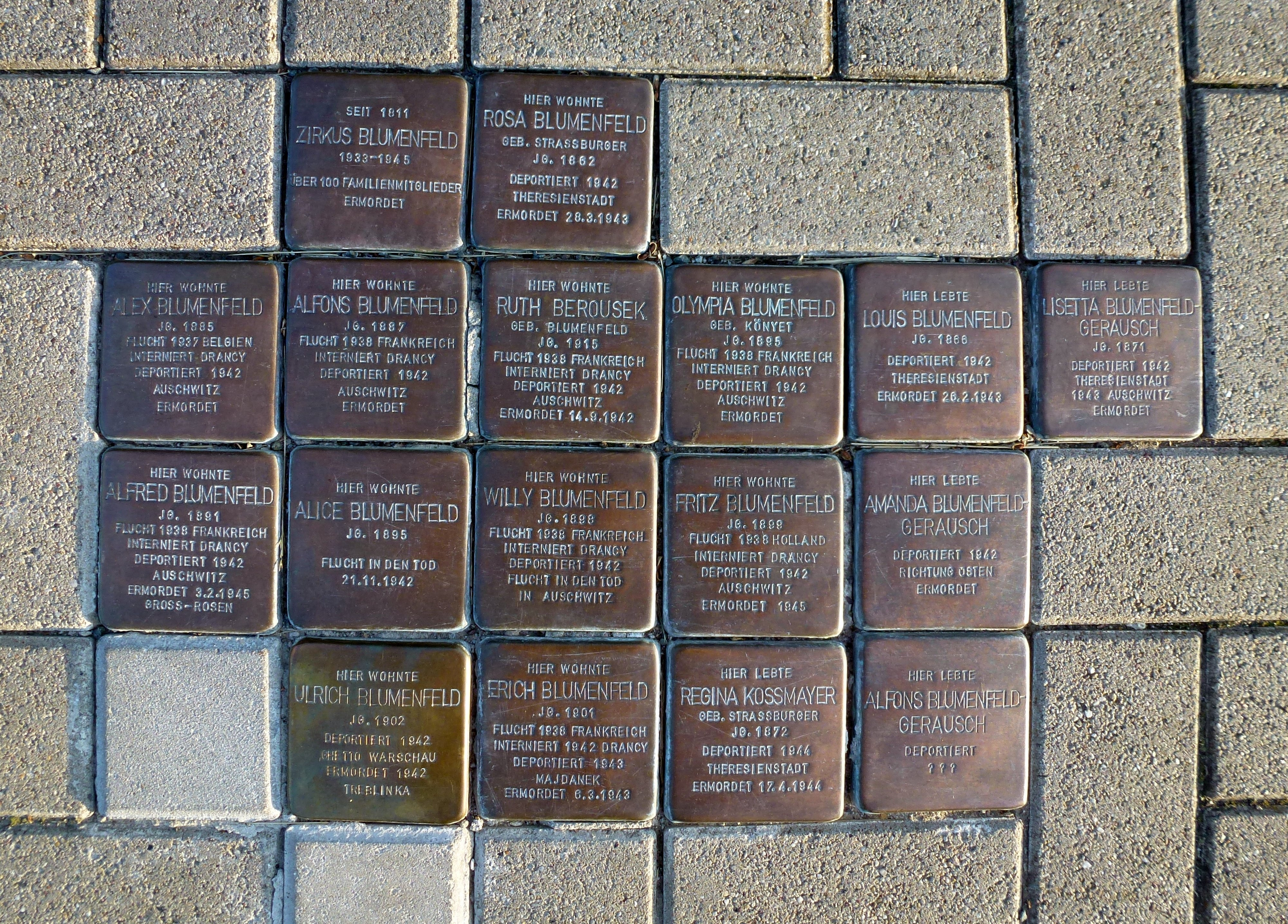
Stolpersteine Familie Blumenfeld

Die Liste der Stolpersteine in Magdeburg enthält die Namen von Opfern des Nationalsozialismus, an die ein Stolperstein in der Stadt Magdeburg erinnert. Die Liste ist in die Stadtteile aufgeteilt und alphabetisch nach Familienname geordnet. Die Adresse gibt die Lage der Stolpersteine an.
1928 gab es 3200 Juden in Magdeburg. Während der NS-Zeit wurden 1521 von ihnen ermordet, darunter 287 Kinder.
Auch unter den Roma und Sinti, den Behinderten, den Homosexuellen, den Zeugen Jehovas, den Zwangsarbeitern, den Kriegsgefangenen, den KZ-Häftlingen und den Widerstandskämpfern gab es hunderte Opfer.
Der erste Stolperstein wurde in Magdeburg am 18. März 2007 zum Gedenken an den Magdeburger Bürgermeister Herbert Goldschmidt gesetzt. Bis zum September 2017 war die Anzahl der in Magdeburg verlegten Stolpersteine auf 497 angestiegen, im Jahr 2021 überschritt sie die 600. Anfang April 2025 wurde der 800. Stolperstein verlegt. Über das Leben und Schicksal der Opfer wurden Dokumentationen angelegt, die in einem Gedenkbuch im Eike-von-Repgow-Saal des Magdeburger Rathauses aufbewahrt werden. Sie sind online als PDF-Dateien zugänglich. Die folgende Liste wurde dieser Dokumentation entnommen. Dabei wird unter Anmerkungen auf die jeweilige Biografie verlinkt. In der Dokumentation werden auch vereinzelt Schicksale von Personen beschrieben, für die kein Stolperstein gelegt wurde, so z. B. von Klara Klemm und Franz Otto Seligsohn.
Für die Gestaltung der Steine zeichnet der Magdeburger Diplom-Designer Ernst Albrecht Fiedler verantwortlich.
| Stadtteil        | verlegte Steine | Erinnerungen ohne Stein |
| ---------------- | --------------- | ----------------------- |
| Alte Neustadt    | 94              |                         |
| Altstadt         | 493             | 3                       |
| Brückfeld        | 12              |                         |
| Buckau           | 11              |                         |
| Cracau           | 54              |                         |
| Fermersleben     | 2               |                         |
| Leipziger Straße | 10              |                         |
| Neue Neustadt    | 16              |                         |
| Nordwest         | 1               |                         |
| Ottersleben      | 2               |                         |
| Reform           | 1               |                         |
| Rothensee        | 1               |                         |
| Stadtfeld Ost    | 53              |                         |
| Stadtfeld West   | 1               |                         |
| Sudenburg        | 29              |                         |
| Werder           | 16              |                         |
| Summe            | 796             | 3                       |